# 牟子
牟子（越南语：／），名融，字子博，蒼梧廣信人，東漢末年隱士。
189年，漢靈帝駕崩，天下混亂，牟子攜母至交趾郡避難，獲得太守士燮的招攬。他無心於出仕做官，而銳志於佛道，因而遭到世人的非議。於是牟子創作《理惑論》，其中有言：「佛者覺也。猶三皇神五帝聖也。」此後，佛教在交州盛行。